# 王良 (明)
王良（おう りょう、14世紀 - 1402年）は明初の官僚。字は天性（てんせい）。河南行省汴梁路祥符県（現在の河南省開封市）の人。壬午殉難に際して自害した。

## 生涯
洪武年間に僉都御史となったが、友人に連座して刑部郎中に降格させられた。建文年間に入ると刑部左侍郎に昇進したが、建文帝が行っていた削藩政策に反対したために、浙江の按察使に左遷された。このとき、浙江岳王廟（南宋初期の忠臣岳飛の墓がある）に詣で、「武穆（岳飛の諡）に恥じぬようにせねばならない」と誓ったという。
建文4年（1402年）、燕王朱棣が起こした反乱靖難の変は、朱棣側の勝利に終わった。南京を奪った朱棣は、かつて王良が削藩を緩和する建言をしたと知り、使者を送って召し抱えようとした。しかし王良は応じるどころか、かえってその使者を捕縛し、斬り捨てようとした。周囲に止められると官印類を持って自宅に戻り、妻に自害の決意を話した。これを聞くと妻も、庭園の池に身を投げた。王良は幼い息子を他人の家に託すと、家に官印もろとも火を放って果てた。朱棣はこれを聞き、「死を選ぶのは自由だが、朝廷の官印を毀損したことは咎めを免れない」として、その家を辺境へと移させた。
正徳年間、按察使の梁材と提学副使の劉瑞によって、王良を祀る祠が建てられた。